# Wleń (gemeente)

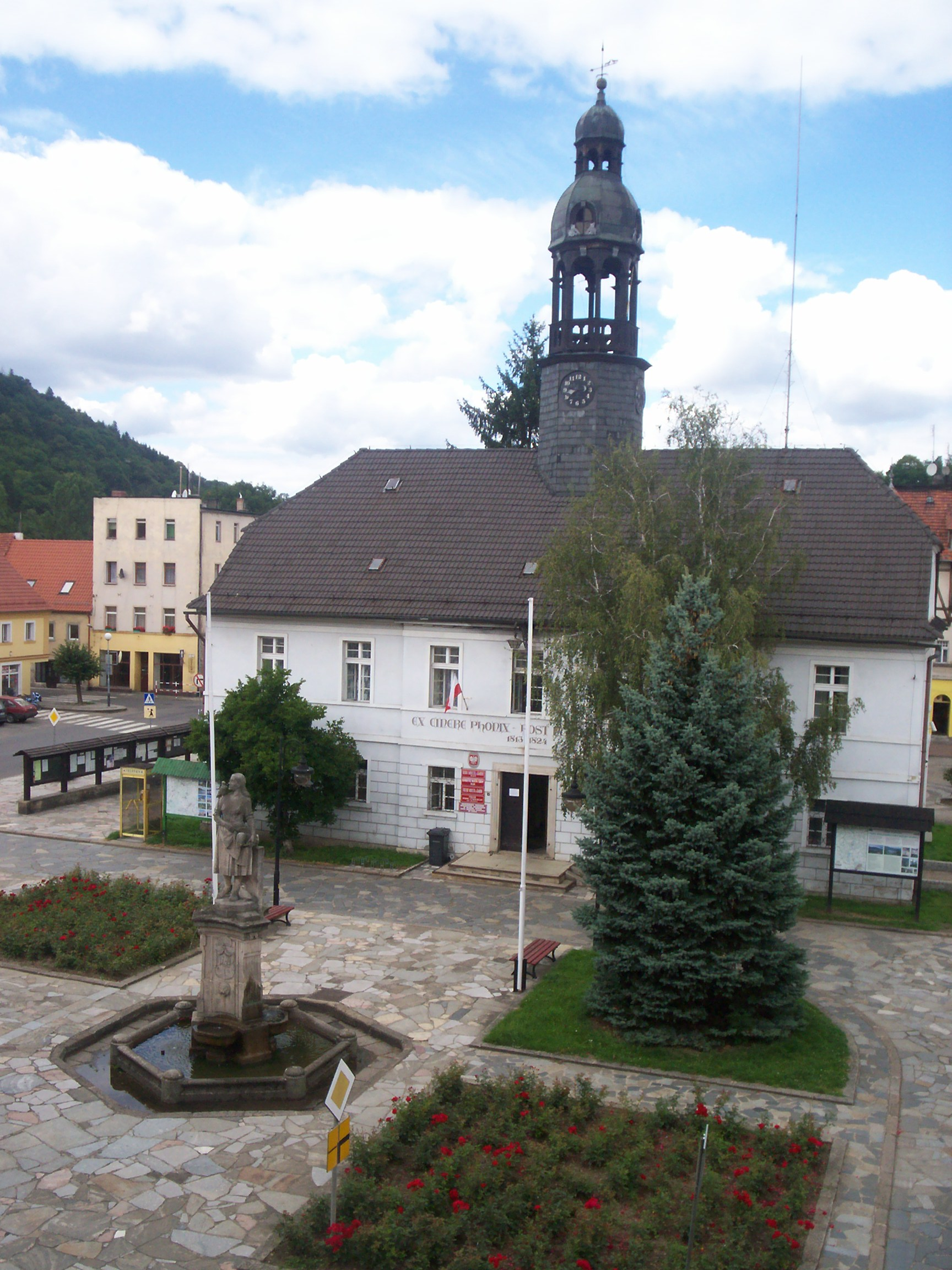
Stadshuis

De gemeente Wleń is een stad- en landgemeente in het Poolse woiwodschap Neder-Silezië, in powiat Lwówecki.
De zetel van de gemeente is in Wleń.
Op 30 juni 2004 telde de gemeente 4647 inwoners.

## Oppervlakte gegevens
In 2002 bedroeg de totale oppervlakte van gemeente Wleń 86 km², waarvan:
- agrarisch gebied: 55%
- bossen: 39%

De gemeente beslaat 12,11% van de totale oppervlakte van de powiat.

## Demografie
Stand op 30 juni 2004:
| Omschrijving                   | Totaal | Totaal | Vrouwen | Vrouwen | Mannen | Mannen |
| ------------------------------ | ------ | ------ | ------- | ------- | ------ | ------ |
| eenheid                        | aantal | %      | aantal  | %       | aantal | %      |
| inwoners                       | 4647   | 100    | 2334    | 50,2    | 2313   | 49,8   |
| bevolkingsdichtheid (inw./km²) | 54     | 54     | 27,1    | 27,1    | 26,9   | 26,9   |

In 2002 bedroeg het gemiddelde inkomen per inwoner 1483,09 zł.

## Administratieve plaatsen (sołectwo)
Bełczyna (Süssenbach), Bystrzyca (Wiesenthal), Klecza (Ober Hußdorf), Modrzewie, Nielestno (Waltersdorf), Pilchowice (Mauer), Radomice (Wünschendorf), Strzyżowiec (Tschischdorf), Tarczyn (Kleppelsdorf).

## Overige plaatsen
Łupki (Schiefer), Marczów (Märzdorf am Bober), Przeździedza (Dippelsdorf), Wleński Gródek (Lehnhaus).

## Aangrenzende gemeenten
Jeżów Sudecki, Lubomierz, Lwówek Śląski, Pielgrzymka, Świerzawa
- Virtual International Authority File: 301505654